# Demeter Ödön
Demeter Ödön (Sátoraljaújhely, 1906. február 24. – USA, 1991. május 24.) magyar újságíró. Eredetileg ügyvédnek készült, végül azonban 1924-től újságíróként kezdett dolgozni. Jó barátja volt József Attilának. Tehetsége, nyelvismerete révén hamarosan külföldre került, ahol a legnagyobb európai hírügynökségek foglalkoztatták, immár Edmund Demaitre néven. A 20. század folyamán több tucatnyi hírességgel készített interjút, mint például Mahátma Gandhi, George Clemenceau, Filippo Marinetti vagy Eduard Benes. Tudósított a Népszövetség munkájáról, haditudósító volt az 1935-36-os olasz-etióp háborúban. A második világháború után az Egyesült Államokban telepedett le, ahol 1949 és 1979 között az Amerika hangja rádióadó munkatársa lett.
Önéletrajza:
Eyewitness. A Journalist Covers the 20th Century.